# 길잡이

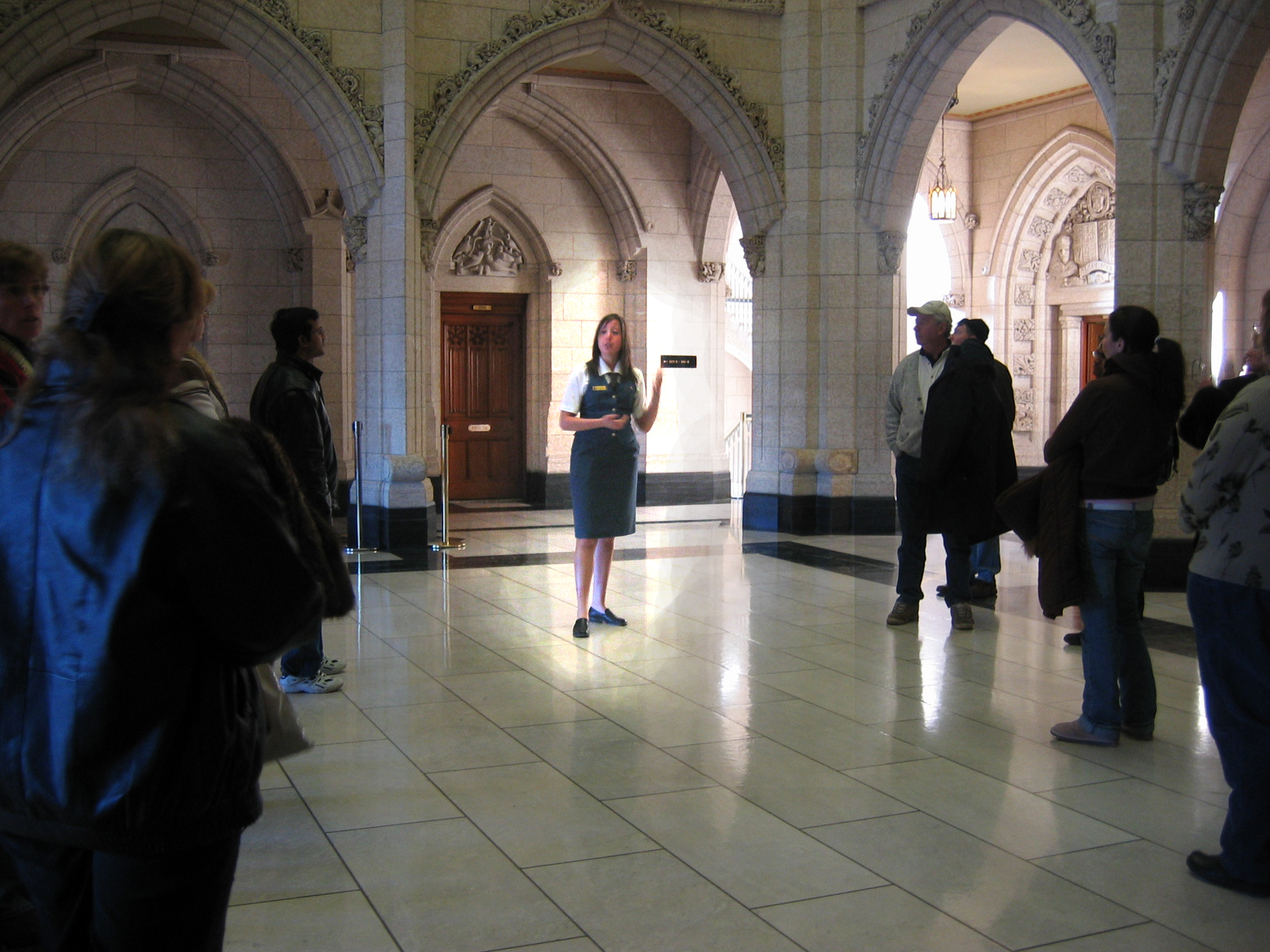
캐나다 센터 블록의 투어 가이드

길잡이 또는 길라잡이는 알 수 없는 국가를 통하는 사람들이나 관심이 있는 장소를 통하는 관광객과 여행객들을 안내하는 사람을 말한다. 대한민국에서는 영어 낱말 가이드(guide)라는 말도 많이 사용한다.

## 여행 및 레크리에이션
과거의 탐험가들은 동족이 알지 못하는 영토를 탐험하면서 항상 길잡이를 고용했다. 군사 탐험가인 루이스와 클라크는 태평양 북서부 지역을 탐험하기 위해 미국 의회에 고용되었다. 그들은 차례로 그들을 돕기 위해 더 나은 자격을 갖춘 아메리카 원주민 새커거위아를 고용했다. 윌프레드 테시거(Wilfred Thesiger)는 1938년 티베스티산맥으로 여행을 떠났던 쿠리(Kuri)와 같이 자신이 모험을 떠난 사막에서 가이드를 고용했다.

## 같이 보기
- 셰르파